# Joseph Imbrecq
 (février 2020).
Si vous disposez d'ouvrages ou d'articles de référence ou si vous connaissez des sites web de qualité traitant du thème abordé ici, merci de compléter l'article en donnant les références utiles à sa vérifiabilité et en les liant à la section « Notes et références ».
Joseph Imbrecq (1875-1948) est un avocat parisien et juriste qui, au début du XXe siècle, a commencé à travailler sur un secteur juridique alors novateur, celui des moyens de transport et en particulier le droit de l'automobile et du transport aérien.
Il est l'auteur d'un manuel intitulé L'Automobile devant la justice : accidents, responsabilités, procès, difficultés diverses, questions de droit pratique mises à la portée de tous les conducteurs d'automobiles et jurisprudence en matière de cyclisme et d'automobilisme à l'usage des hommes de loi qui, après la première édition de 1904, a été réédité à plusieurs reprises et mis à jour jusqu'aux années 1930. Il a également été passionné de l'aviation, membre du l'Aéroclub de France.
Sa fille, Anne-Marie Imbrecq, était une infirmière-parachutiste de la Croix-Rouge et une pilote militaire pendant la Seconde Guerre mondiale.
Il est mort à Paris en 1948.

## Livres
- Les Excès de vitesse en automobile et leur répression : réglementation, jurisprudence, historique et conseils pratiques, 1903.
- L'Automobile devant la justice : accidents, responsabilités, procès, difficultés diverses, questions de droit pratique mises à la portée de tous les conducteurs d'automobiles et jurisprudence en matière de cyclisme et d'automobilisme à l'usage des hommes de loi, Paris, Vve C. Dunod, 1904.
- Le Code du chauffeur, recueil, commentaire et critique de toutes les lois intéressant les constructeurs, propriétaires et conducteurs d'automobiles, Paris, H. Dunod et E. Pinat, 1907.
- Code de l'automobile industrielle et de tourisme, 2e édition du Code du chauffeur revue par J. Imbrecq, Paris, H. Dunod et E. Pinat, 1914.